# Reichsgau Danzig Westpreußen
Vous lisez un « bon article » labellisé en 2021.
1939–1945
Entités précédentes :
- République de Pologne
- Ville libre de Dantzig
- Reich allemand (Marienwerder)

Entités suivantes :
- République populaire de Pologne

Le Reichsgau Danzig Westpreußen (Reichsgau Dantzig et Prusse-Occidentale) est une circonscription administrative du Reich, constituée du territoire polonais du corridor de Dantzig et de celui de la ville libre de Dantzig.
Créé par le décret du 8 octobre 1939 définissant le régime des territoires annexés à la suite de la campagne de Pologne, le Reichsgau est confié à Albert Forster, militant de longue date du NSDAP. Comme dans le Wartheland, les responsables nazis souhaitent la mise en place d'un régime politique et racial conforme aux principes nazis d'organisation de la société allemande. Un nouvel ordre administratif est mis en place, tandis que les personnes jugées indésirables sont évacuées ou exterminées.
Le territoire du Gau est épargné par les combats de la Seconde Guerre mondiale jusqu'au mois de janvier 1945. L'offensive d'hiver soviétique balaie alors le Reichsgau, âprement défendu par la Wehrmacht, tandis que les civils allemands fuient dans la panique l'avance de l'Armée Rouge.

## Création d'un Reichsgau
Préparé alors que Hitler semble hésiter sur le devenir des territoires polonais dévolus au Reich à la suite du pacte germano-soviétique, le décret du 8 octobre 1939, destiné à être appliqué le 1er novembre suivant, organise l'administration de ces territoires annexés : sont créés deux Gaue, le Gau Wartheland (qui porte, jusqu'au 29 janvier 1940, le nom de Gau de Posnanie), et le Gau de Dantzig-Prusse-Occidentale, tandis que d'autres territoires sont rattachés au Gau de Basse Silésie et au Gau de Prusse-Orientale.
Au sein du Reichsgau centré autour de Dantzig, Albert Forster exerce son autorité à la fois sur le parti, sur les organes administratifs du Reich et sur les services administratifs prussiens territorialement compétents.

### Un territoire à part dans le Reich

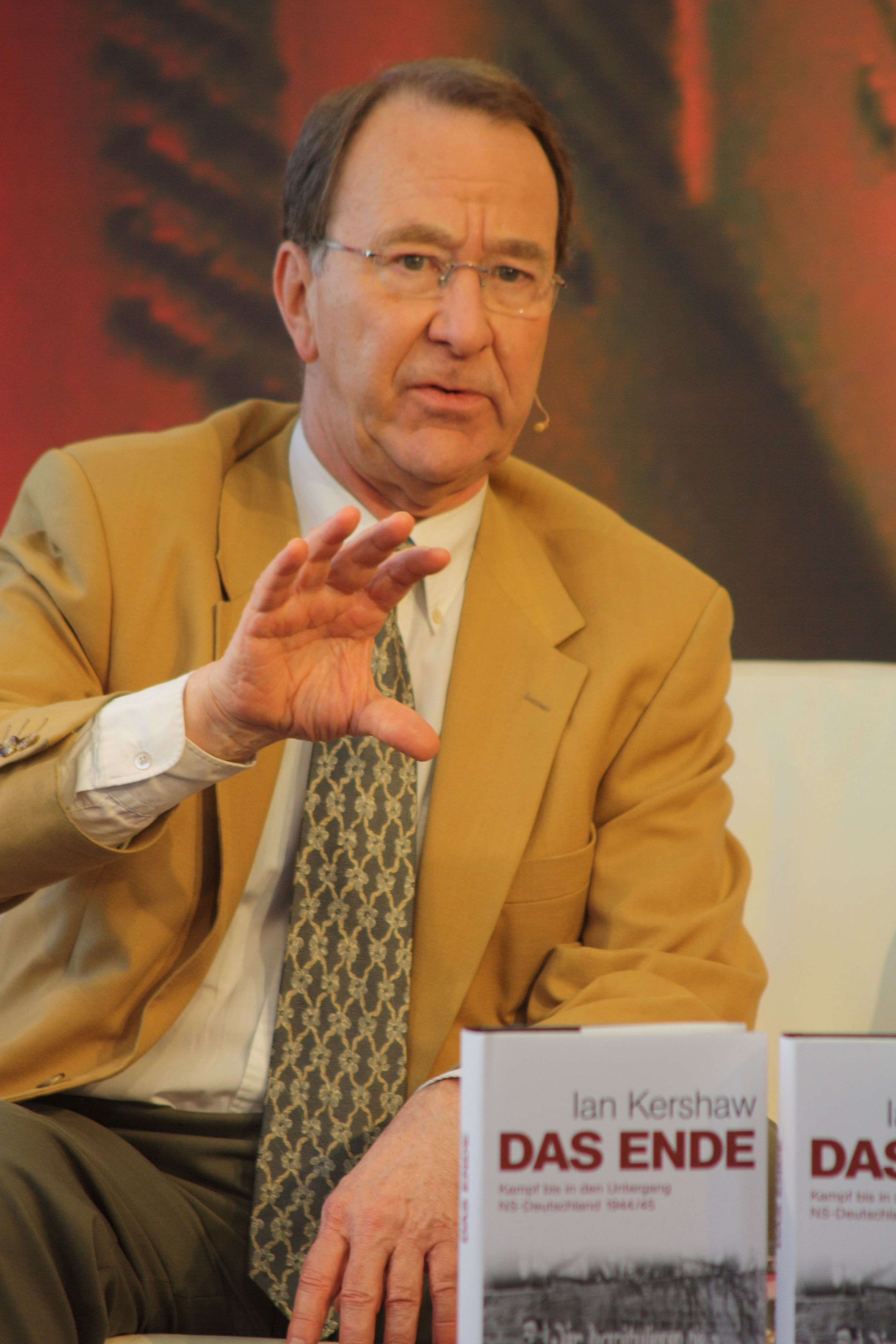
Ian Kershaw, ici en 2012, définit le droit dans le Gau comme le bon vouloir d'Albert Forster.

Le décret du 8 octobre 1939 définit notamment le statut des territoires annexés et la condition juridique de leurs habitants ; dans cette zone de non droit, rechtsfreier Raum, également zone expérimentale de la société nationale-socialiste, les habitants allemands ne bénéficient pas des droits des citoyens de l'Altreich. Pour Ian Kershaw, le droit dans le Gau est l'expression du pouvoir discrétionnaire de Forster, véritable « Hitler au petit pied », des responsables locaux du NSDAP et des cadres de ses organisations satellites,. 
De plus, les dispositions légales en vigueur dans le Reich ne s'appliquent pas dans le Reichsgau ; le code pénal en vigueur dans le Reich ne s'y applique pas tandis que les Allemands originaires du Gau voient leur liberté de déplacement dans les autres Gaue du Reich conditionnée à l'obtention d'un laissez-passer délivré par les services du Gauleiter.
De même, les dispositions de la loi de septembre 1933, régissant le droit foncier dans le Reich, ne sont pas applicables dans le Reichsgau. La distribution des propriétés agricoles à des colons allemands relève de la compétence du Commissariat pour le renforcement de la race allemande, placé sous la direction de Himmler. Ces propriétés sont dévolues à titre provisoire, le bénéficiaire contractant en son nom et au nom de sa descendance une dette : s'il se révèle incapable de la rembourser, sa propriété, révocable (s'apparentant à une tenure, à un fief), lui est reprise par le Reichsführer.
Le Gau est également déclaré konkordatsfreie Zone, zone exclue du champ d'application d'un concordat. En effet, ni le concordat polonais du 10 février 1925, ni le concordat du Reich du 20 juillet 1933, ne sont applicables. Cette situation permet à Forster de mener une politique de déchristianisation intensive dans son Gau,,. 
Enfin, l'« état d'exception administratif » favorise la mise en place, sur le territoire du Reichsgau, d'un enchevêtrement de pouvoirs spéciaux et de missions spéciales voulu par Hitler qui s'ajoutent aux organismes exerçant des prérogatives de l'État allemand : le principe de l'unité juridique et administrative du Reich se trouve ainsi durablement remis en cause, si bien que le ministre de l'Intérieur n'a aucune prise sur la politique menée dans le Gau.

### LeGauleiter

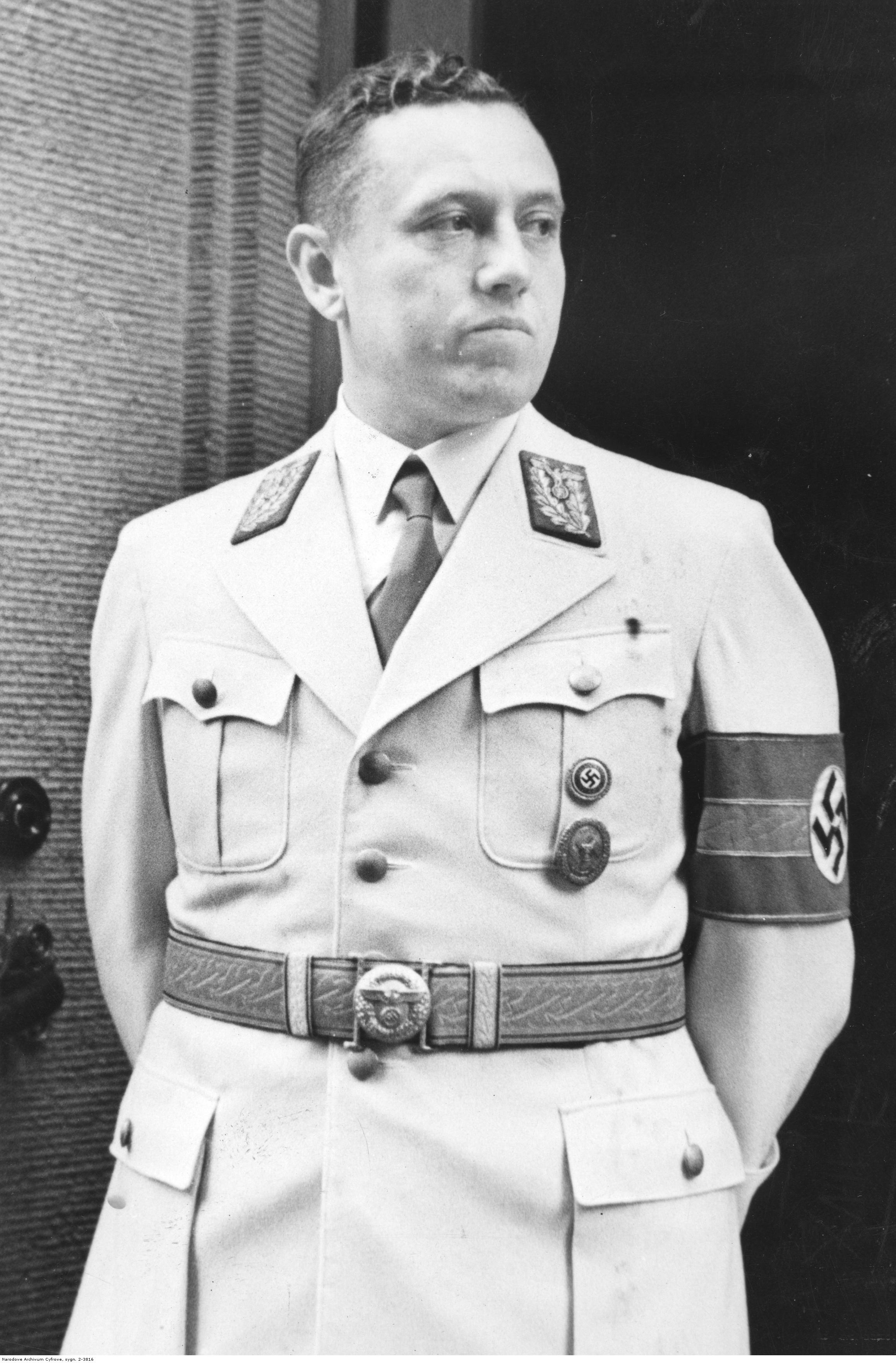
Albert Forster, en uniforme de Gauleiter.

Nommé Gauleiter lors de la création du Gau, Albert Forster, également Reichsstatthalter, constitue l'archétype du vieux combattant du parti nazi : il est envoyé par Hermann Göring en 1930 à Dantzig, pour y diriger le NSDAP. De plus, sa proximité avec Hitler lui assure une grande liberté d'action face aux autres centres de pouvoir du Reich. 
Lors de l'avancée des troupes allemandes en Pologne, en septembre 1939, il est désigné, le 7 septembre, comme responsable de l'administration du district militaire de Dantzig-Prusse-Occidentale, dans l'attente de la réorganisation administrative des territoires conquis. Il est alors placé, comme Arthur Greiser à Posen, sous l'autorité hiérarchique de l'administration militaire, dirigée par Hans Frank ; Forster, nommé directement par Hitler, dépend théoriquement du commandement de Gerd von Rundstedt. Au terme de quelques semaines de cohabitation houleuse avec les militaires, Forster est finalement nommé par Hitler le 5 octobre Reichskommissar du district de Dantzig-Prusse-Occidentale, puis, le lendemain, Gauleiter d'un Gau destiné à être mis en place à partir du 1er novembre.
Ne relevant directement et personnellement que de Hitler,, Forster dispose, pour réaliser le programme nazi dans sa circonscription, de prérogatives telles qu'aucun autre responsable du Reich ne peut efficacement contrôler son action. La possibilité d'accéder directement au Führer lui permet, jusqu'aux derniers jours du conflit, d'imposer sa vision de la défense militaire de son Gau, même dans les circonstances tragiques de la conquête de Dantzig par l'Armée rouge, parfois contre l'avis des commandants d'unités.
Forster dispose également d'une totale liberté de parole : ses plaintes formulées à l'encontre des militaires peu de temps avant la mise en place du Gau, précipitent la réorganisation des territoires conquis ; il fait aussi part à Josef Goebbels des échecs essuyés par Heinrich Himmler dans la mise en œuvre de la politique raciale de la SS dans les territoires polonais annexés par le Reich.

### La mise en place des structures administratives
Rapidement, les structures de l'État allemand se mettent en place selon les modalités spécifiques définies par le décret du 8 octobre 1939 fixant le statut des différents territoires polonais dévolus au Reich. 
Albert Forster exerce son autorité aussi bien sur le parti en tant que Gauleiter que sur les antennes locales des services administratifs des ministères allemands et prussiens en tant que Reichsstatthalter.
Un Höherer SS- und Polizeiführer est nommé, Richard Hildebrandt. Officiellement subordonné à Forster, Hildebrandt court-circuite, dans de nombreux domaines, le Gauleiter. De plus, Hildebrandt tente également de mener une politique autonome au sein de la SS, appuyé sur les milices de Volksdeutsche, notamment celle de Kurt Eimann (de). Face à ces velléités d'indépendance, le Reichsführer SS rappelle en décembre 1939 à son subordonné leurs prérogatives respectives, notamment en indiquant au Höherer SS- und Polizeiführer qu'il ne peut ouvrir des camps de concentration sans son accord ou mettre en place une milice autonome au sein de la SS.
De plus, une région militaire est créée, le Wehrkreis XX, sous l'autorité du général Max Bock.

## Allemands et Polonais dans le Reichsgau
Dès le mois d'octobre 1939, affranchi de l'ensemble des cadres légaux de l'État de droit, Hitler définit, le plus souvent oralement, les principes de la politique destinée à être menée dans les territoires contrôlés par le Reich, principes tirés de sa vision du Volkstumskampf, du combat racial, qu'il souhaite voir appliquer aux territoires polonais contrôlés par le Reich, et les objectifs qu'il assigne à ses représentants en Pologne. Le territoire sous contrôle allemand est divisé en deux sous-ensembles : un territoire à germaniser (auquel appartient le Gau) et un territoire occupé, le Gouvernement Général. Mais cette dichotomie n'empêche pas la SS de considérer, dans le cadre du décret du 9 octobre 1939, nommant Himmler commissaire du Reich chargé du renforcement de la race allemande, que la politique raciale relève de sa compétence.
Composée de 37 % d'Allemands, de 7 % de cachoubes, la population est soumise à une germanisation renforcée, régie par les décrets du 12 septembre 1940, du 4 mars 1941 et du 9 mars 1942, précisés ou amendés par des circulaires de Himmler ou des propos de Hitler. En effet, ayant reçu pour consigne de germaniser son Gau en dix années, Forster, comme Greiser à Posen, n'est entravé dans cette politique radicale par aucune règle juridique, légale ou administrative, donnant aux Reichsgaue un caractère expérimental pour l'ordre nouveau national-socialiste.
Appuyés par les conclusions obtenues dans le cadre de l'Ostforschung, les concepteurs de la politique ethnique et raciale menée dans les Reichsgaue affirment que les territoires immédiatement limitrophes des territoires germaniques ont connu une forte influence culturelle et politique venue des territoires allemands. Ainsi, la ville de Dantzig est destinée, selon le mot de Hitler, à devenir « allemande comme du cristal ». Cette politique raciale définie par Hitler est menée depuis Gotenhafen par une antenne locale d'une officine spécialisée dans la politique raciale, l'Einwanderzentralstelle, dépendante du RSHA. 

### Germanisation et colonisation

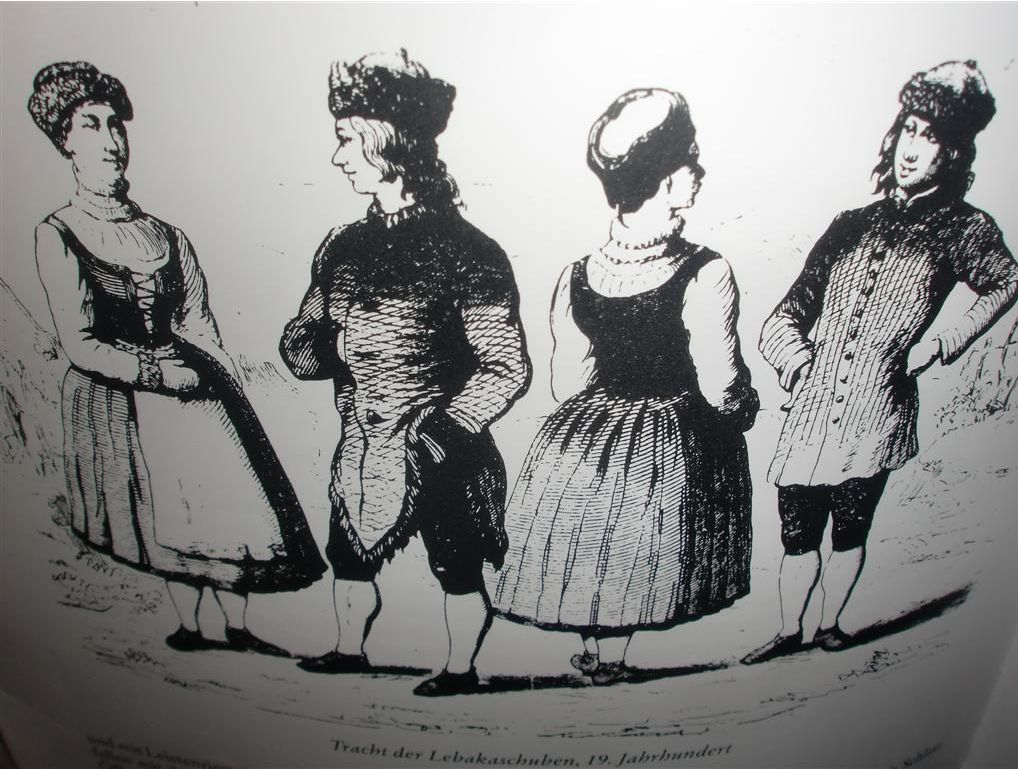
Les Cachoubes sont germanisés de façon systématique (dessin du XIXe siècle).

Reprenant l'idée de Greiser dans le Wartheland, défendant en même temps que lui l'idée qu'on peut capter chez les Polonais des éléments de germanité, qu'il est possible de regermaniser, Forster met en place une Volksliste qui recense et classe les Allemands et les habitants germanisables du Gau en quatre catégories : la catégorie I regroupe les membres du peuple allemand, citoyens de plein droit, la catégorie II les citoyens ne pouvant être membres du NSDAP, la catégorie III est constituée par les Volksdeutsche et la catégorie IV par les « allogènes racialement apparentés ». Cependant, en s'appuyant sur les conclusions d'une étude réalisée par Hans Günther et portant sur la population de son Gau, notamment sur les Cachoubes, rendue publique au mois de décembre 1940, Forster défend la mise en œuvre d'une politique raciale assimilatrice, à l'antipode de son collègue du Wartheland. Dans ce cadre, le Gauleiter ne mène pas de politique restrictive d'inscription sur la Volksliste, à la grande colère de Himmler. 
Cette politique visant à intégrer certaines populations à la communauté du peuple [germanique] (en allemand, Volksgemeinschaft) est rendue possible par l'attribution au NSDAP, et non à la SS, de la politique raciale dans le Reichsgau ; dans les faits, Forster, en tant que Gauleiter, n'encourage aucune sélection raciale systématique dans une région anciennement peuplée de Goths et de Vikings. En opposition à Himmler, mais avec l'appui de Hitler, plus pragmatique, de la Wehrmacht, qui se trouve ainsi en mesure d'incorporer ainsi davantage d'hommes dans ses effectifs, de Hans Günther et de Richard Darré, ministre de l'agriculture jusqu'en 1942, Forster parvient à inscrire sur la Volksliste 938 000 personnes jusqu'au 1er janvier 1943, dont près de 77 % sont issus des catégories III et IV. Pour Forster, ses soutiens au sein du parti et au sein des milieux de la recherche nazie, cette politique d'inscription sur la Volksliste se veut la matérialisation d'un encouragement au métissage racial d'un peuple en manque d'hommes, à l'opposé de ce que souhaitent les intellectuels SS,. 
Menée conjointement avec cette politique raciale, la politique coloniale dans le Gau, que les concepteurs du schéma général de l'Est souhaitent intensive suppose non seulement l'installation de Volksdeutsche venus de toute l'Europe, mais aussi une appétence des Allemands pour la colonisation et l'installation dans la région de Dantzig. Pour cela, s'organise un office cadastral à Dantzig contrôlé par le RuSHA. 
Himmler propose, pour mettre en application les multiples projets qui fleurissent, d'utiliser les Volksdeutsche rapatriés des pays baltes et dûment soumis à un examen racial, pour peupler d'Allemands le port de Gotenhafen. 
Ainsi, les Volksdeutsche des pays baltes rapatriés en vertu des accords germano-soviétiques sont dirigés vers Gotenhafen, transformée en colonie de peuplement. Destiné à accueillir les Allemands rapatriés des Pays baltes, le port est ainsi vidé en septembre 1940 de la moitié de sa population et doté d'un bureau central de l'immigration, confié à la SS et compétent pour mener les expulsions des Polonais et l'installation des Allemands de la Baltique dans le district de Gotenhafen (ces derniers sont annoncés à partir du 15 octobre suivant). Rapidement, les projets de Himmler pour le district tournent au fiasco, au grand amusement du Gauleiter, comme le reconnaît le HSSPF en poste, Richard Hildebrandt. Devant l'afflux de plaintes, Himmler est obligé d'impliquer dans son projet les administrations des territoires voisins.
La politique de germanisation intensive du Gau s'accompagne d'une sévère politique de déchristianisation, à Bromberg, notamment, où seuls 17 prêtres catholiques demeurent dans la ville après les deux vagues de terreur qui frappent la population polonaise.

### Les Polonais

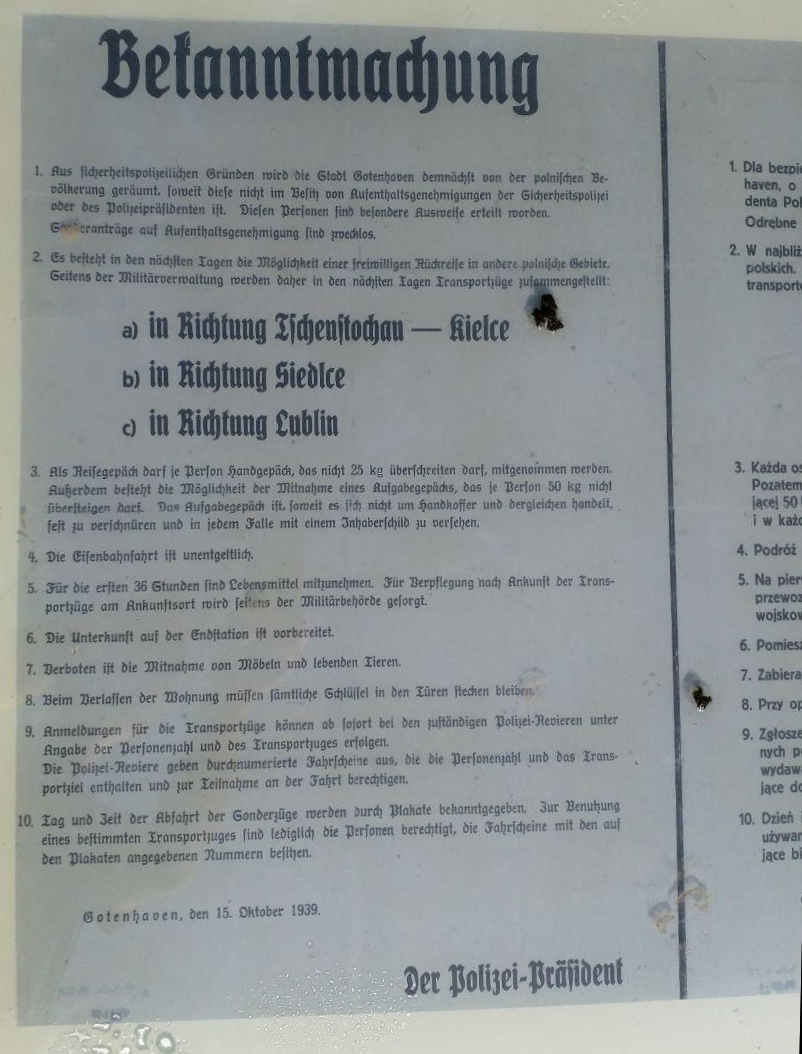
Avis d'expulsion des Polonais de Gotenhafen.

Albert Forster souhaite transformer son Gau en une « province florissante, purement allemande ». 
Ainsi, dès les premiers jours de l'occupation, dans un contexte exacerbé par les massacres de Bromberg du début du mois de septembre 1939, une première campagne de terreur systématique, mais « chaotique » s'abat sur les Polonais, orchestrée par le SD, et mise en œuvre par les Einsatzgruppen et la Selbstschutz. À Gotenhafen, par exemple, 5 000 fonctionnaires polonais sont arrêtés et internés dès les premiers jours du conflit, puis, au terme de sélections plus ou moins arbitraires, 80 personnes sont fusillées. Au terme de cette première campagne de terreur, menée concurremment à l'établissement du Gau, 20 000 personnes sont assassinées et 87 000 expulsées.
De plus, dès les premiers mois d'existence du Gau, en dépit des protestations des responsables de l'administration militaire, les Polonais sont soumis à une deuxième vague de terreur. 20 000 d'entre eux sont exterminés sur les territoires dévolus au Reichsgau jusqu'à la fin de l'année. Les élites polonaises, enseignants, officiers, fonctionnaires, militants nationalistes, sont exécutés, dans un premier temps de façon désordonnée jusqu'à la fin du mois d'octobre, puis, dans un second temps, mis à mort dans le cadre d'une action spécifique confiée aux Einsatzgruppen, l'Opération Tannenberg, ordonnée directement par Hitler. Cette campagne de terreur s'accompagne de nombreux règlements de compte. La persécution de la population polonaise se traduit aussi via les internements et assassinats au camp de concentration du Stutthof, créé dès septembre 1939 : sur un total de 100 000 internés, 60 000 personnes y périssent.

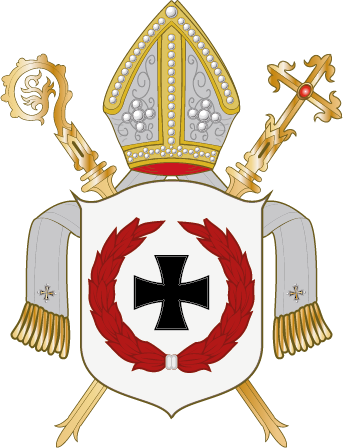
Le diocèse de Chełmno est décapité par la politique religieuse menée dans le Gau.

Le clergé catholique polonais, considéré comme un pilier de l'identité nationale polonaise, est également visé par ces vagues d'arrestations. Dix des douze prêtres polonais que compte la ville de Dantzig avant l'invasion allemande et 380 ecclésiastiques polonais du diocèse de Chelmno sont arrêtés, notamment son évêque auxiliaire, Konstantyn Dominik, interné à Dantzig ; en 1942, la hiérarchie catholique compte 210 prêtres dans le diocèse.
Dans le cadre de la politique de colonisation voulue par Himmler, 40 000 Polonais de Gotenhafen, représentant alors la moitié de la population de la ville, sont évacués de force en janvier 1940, avec la complicité de la Wehrmacht.

## Les crimes nazis dans leReichsgau
Dès la conquête, Hitler fixe les objectifs raciaux à mener dans l'ensemble des territoires anciennement polonais. Dans le cadre du Volkstumskampf, le meurtre collectif des cadres politiques, économiques, intellectuels de la société polonaise, ainsi que de la totalité des Juifs et des malades mentaux, est pensé comme systématique et doit se faire sans la moindre contrainte juridique.

### Les malades mentaux
Dans le cadre de l'action T4, visant une pureté raciale au sein même de la Volksgemeinschaft, de nombreux malades mentaux, originaires ou non des territoires du Gau, sont assassinés dans le Reichsgau. Les hommes du Wachsturmbann Eimann exécutent non seulement les patients des hôpitaux psychiatriques de la région, mais également, à la demande de Franz Schwede, Gauleiter de Poméranie, 1 200 patients internés dans les hôpitaux de Poméranie.
Acheminés dans la banlieue de Neustadt, au Nord de Dantzig, les patients sont exécutés dans des fosses communes creusées par des détenus du camp du Stutthof, assassinés en fin de journée. Selon le rapport même de Kurt Eimann, près de 3 000 personnes sont exécutées dans le cadre de cette opération.

### La Shoah dans le Reichsgau

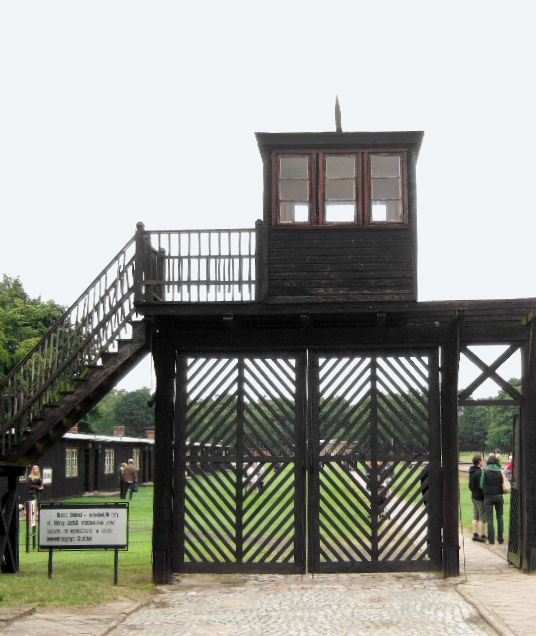
L'entrée du camp du Stutthof.

Dans le Reichsgau, l'extermination des Juifs commence avant même sa création en tant qu'entité administrative : dans le sillage des troupes d'invasion, les Einsatzgruppen assassinent de nombreux Juifs. Cependant, en raison de la proximité de la région avec le Reich, peu de Juifs se sont installés dans la région et la plupart d'entre eux a fui dès les premiers jours du conflit : les Juifs restants sur place sont rapidement expulsés ou fusillés avant la fin de l'année 1939. La ville de Bromberg est déclarée judenfrei, « libérée des Juifs » selon la terminologie nazie, en novembre 1939, puis, dans les jours qui suivent, les derniers Juifs de la région sont expulsés ou assassinés par les hommes de la Selbstschutz.
Dans les mois qui suivent, un camp de concentration est créé à proximité de Dantzig, au Stutthof. Rapidement, les détenus sont employés pour les besoins de l'économie allemande, dans les industries contrôlées par la SS, dans des fermes situées à proximité, voire dans une usine d'aviation de la firme Focke-Wulf. À partir de l'été 1944, y sont notamment déportés les Juifs internés dans les camps de concentration  de l'Ostland, Kaiserwald, Kaunas et Vaivara et du Gouvernement général de Pologne, menacés par les succès soviétiques de l'été 1944, comme les Juives du ghetto de Kovno et les habitants du ghetto de Shavli en juillet 1944,.
Le premier gazage au Zyklon B se déroule le 22 juin 1944, assassinant une centaine de victimes polonaises et biélorusses  condamnées à mort par le RSHA. Les gazages de Juifs et de Juives âgés, malades ou jugés inaptes au travail s'effectuent entre août et novembre 1944. On compte 300 victimes, des Juives hongroises en août, 300 en septembre, 600 en octobre et environ 250 en novembre.
Dès la fin de l'été, les responsables du camp commencent à l'évacuer, selon des modalités tout juste définies, par train, à la fin de l'année 1944, puis à pied, vers Lauenbourg, en janvier 1945. Évacués vers l'Est, en direction des ports, Pillau, Dantzig ou Gotenhafen, la majeure partie des détenus doit rebrousser chemin, les gardes SS fuyant devant l'avance soviétique. Revenus dans le camp, ces détenus survivent dans des conditions effroyables. Certains sont exterminés dans les derniers jours de janvier 1945. En avril 1945, 3 000 détenus sont encore évacués par mer en direction de Lübeck, puis massacrés par les gardes SS et des soldats de la Kriegsmarine.

## LeReichsgaudans la guerre
Mis en place au cours du mois d'octobre 1939, le Gau connaît pendant le conflit une évolution particulière : zone refuge pour les populations frappées par les bombardements alliés à partir de 1942, il est directement menacé par la conquête soviétique à partir de la seconde moitié du mois de janvier 1945, lors de la phase d'exploitation de la percée soviétique obtenue le 12 janvier 1945. Cependant, la conquête n'est pas totalement achevée lors de la capitulation, les unités allemandes défendant la région avec acharnement. Entre la mise en place du Reichsgau et la conquête soviétique, Le Gau est soumis à un pillage en règle par les autorités allemandes.

### Exploitation économique

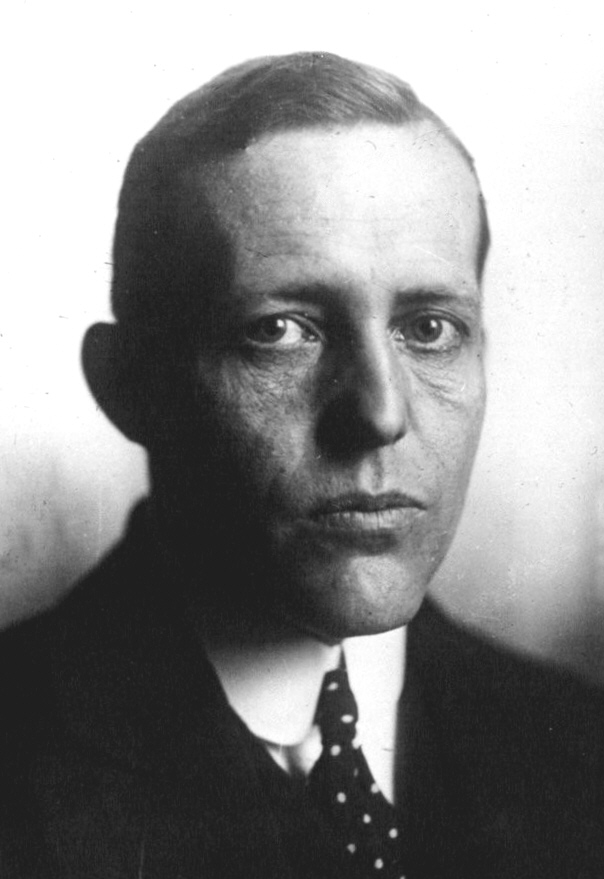
Ludwig Schwerin von Krosigk, ici en 1932, participe à la mise en coupe réglée des richesses du de.

Rapidement, le Gau, à l'instar des autres territoires conquis, est mis en coupe réglée. En dépit de la politique erratique des premiers mois, nécessitant l'intervention de Göring, il est rapidement exploité au profit du Reich et de son économie de guerre. Dès le 29 février 1940, dans un contexte marqué par les frictions entre la SS et l'armée autour de la politique d'occupation en Pologne, Göring, en tant que plénipotentiaire pour le plan de quatre ans, convoque une réunion à laquelle sont conviés les responsables nazis des territoires orientaux contrôlés par le Reich, dont le Gauleiter Albert Forster, le Reichsführer Heinrich Himmler et le ministre de l'économie, Lutz Schwerin von Krosigk ; il y rappelle les objectifs assignés aux territoires polonais occupés ou annexés par le Reich : renforcer le potentiel économique du Reich, y compris aux dépens de la politique raciale à court terme.
En vertu du décret d'annexion de 1939 le Reichsmark devient la monnaie légale en vigueur, obligeant les habitants du Gau à convertir leur złoty en Reichsmarks, la Reichsbank récupérant ainsi par ce biais, dans les territoires polonais annexés, la somme de 660 millions de złotys, utilisés pour financer les achats allemands dans le Gouvernement général, où cette monnaie a cours légal.
Enfin, cette exploitation s'effectue aussi en utilisant les ressources du système fiscal en vigueur dans le Reich, en étendant et en systématisant le système fiscal mis en place pour les Juifs dans le Reich. Exclus du système social allemand, les Polonais du Gau doivent s'acquitter d'une taxe spéciale, la « taxe de compensation des prestations ». De plus, les Polonais sont systématiquement soumis aux tranches les plus défavorables du calcul de l'impôt sur le revenu.

### Évolution du Gau durant le conflit

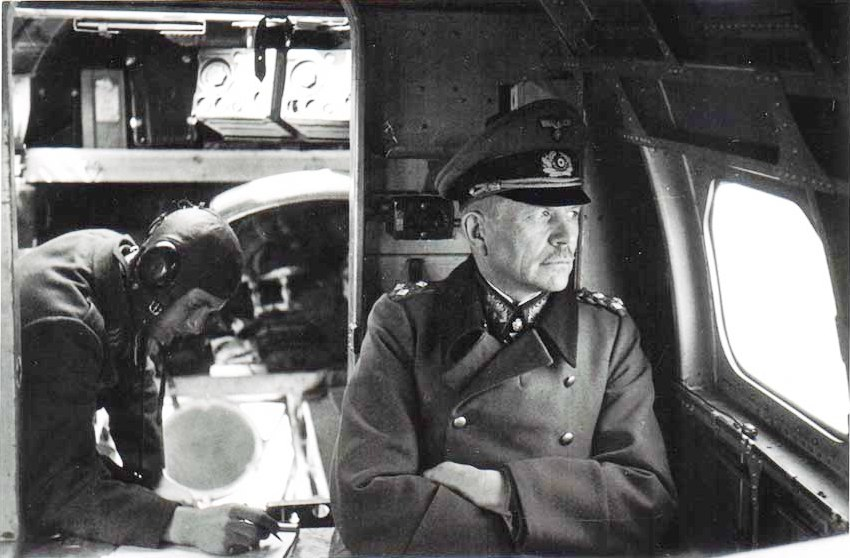
Heinz Guderian (à droite), ici en 1943, ordonne la mise en défense du de durant l'été 1944.

Au cours de la seconde moitié de l'année 1944, le Gau est mis en défense, conformément aux consignes édictées par Heinz Guderian, chef d'état-major adjoint de l'OKH, dans son décret du 27 juillet 1944, relatif à l'érection de fortifications dans les Gaue orientaux du Reich, ces fortifications s'appuyant en partie sur les celles érigées dans les années 1930 par la Pologne.
Jusqu'au début de l'année 1945, le Gau semble globalement épargné par le conflit, le front en étant encore éloigné, contenu à proximité de Varsovie et sur les confins orientaux de la province de Prusse-Orientale. Cependant, l'arrivée des premiers réfugiés de Prusse-Orientale, à partir du mois de novembre 1944, fait entrer le Reichsgau dans la guerre ; de plus, cet exode contribue au discrédit auprès des populations allemandes du NSDAP et de Forster, responsables régional du parti. 
Dans le même temps, le port de Dantzig est utilisé comme base arrière pour les unités stationnées en Courlande et comme port de ralliement des unités de la Kriegsmarine qui sont déployées dans la Mer Baltique et qui surclassent les unités de la flotte de guerre soviétique déployées sur ce théâtre d'opérations.

### La volatilisation dans la tourmente de l'hiver et du printemps 1945

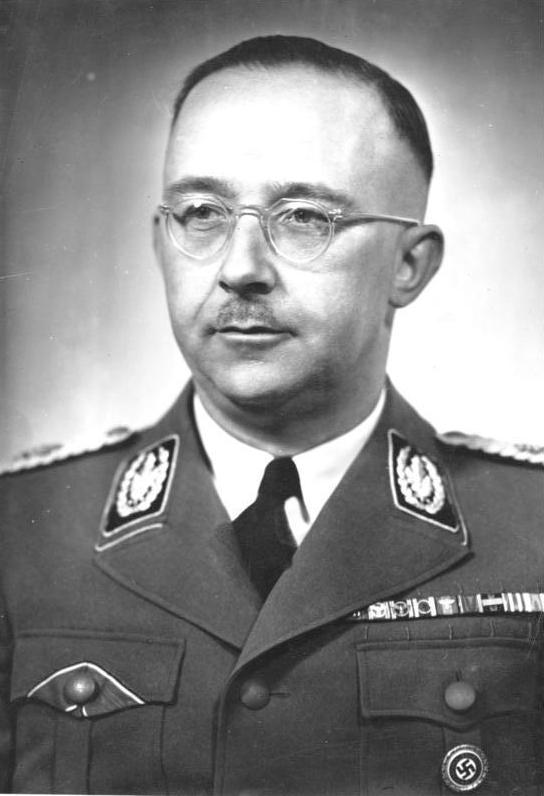
Heinrich Himmler, ici en 1942, obtient des bateaux pour procéder à l'évacuation des civils allemands de la région.

Les succès soviétiques de l'hiver 1945 menacent directement le territoire du Gau à partir du 20 janvier. À partir de ce moment, la ville de Dantzig et sa région deviennent le refuge des Allemands fuyant la Prusse-Orientale et le Wartheland, submergés par les unités soviétiques. En effet, le secteur est bien défendu par des unités de l'armée, appuyées sur les fortifications du port de guerre de Dantzig. 
Les succès soviétiques de l'hiver 1945 isolent non seulement le Gau de tout contact terrestre avec le Reich, mais rendent aussi précaire la survie des populations allemandes de la région. Celles-ci, soumises à des informations contradictoires, tentent d'échapper à l'Armée rouge par la mer. Pour faciliter leur évacuation, Forster et Himmler demandent, le 8 mars 1945, l'appui de Karl Kaufmann, Gauleiter de Hambourg, pour l'évacuation des réfugiés rassemblés dans la région de Dantzig, tandis que Forster tente d'exposer la situation désespérée de son chef-lieu à Hitler, qui lui remonte le moral, selon Christa Schroeder. L'accord avec Kaufmann rend possible la mobilisation de 1 080 navires, pour les deux tiers des navires marchands, afin d'évacuer des réfugiés allemands originaires de régions plus à l'Est, ou pour maintenir une menace persistante de transferts de grandes unités allemandes stationnées sur le pourtour de la Baltique.
Cependant, à la faveur du remplacement de Walter Weiss par Dietrich von Saucken le 8 mars 1945, Forster, totalement démoralisé, est obligé de laisser la réalité du pouvoir aux militaires, qui tentent d'organiser la défense de manière à permettre l'évacuation d'un maximum de civils.

### Conquête par l'Armée rouge

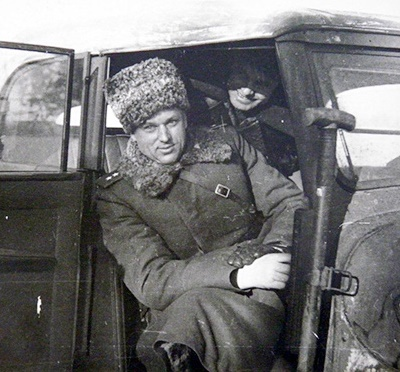
Constantin Rokossovski commande le 2e front de Biélorussie, chargé de la conquête de la région.

La conquête de la Prusse-Occidentale constitue l'un des objectifs de l'Armée rouge au début de l'année 1945. Théâtre de multiples contre-attaques allemandes, dont la dernière grande offensive sur cette partie du front, le territoire du Reichsgau est définitivement conquis durant les mois de février et de mars 1945, en dépit des nombreuses mesures de mise en défense des ports stratégiques de Dantzig et Gotenhafen et des capacités d’improvisation du commandant de la forteresse de Dantzig (de), puissamment fortifiée.
La ville de Bromberg est atteinte par les troupes soviétiques lors de la phase d'exploitation de l'offensive d'hiver soviétique le 21 janvier 1945 et totalement libérée quatre jours plus tard. Le sud du Gau est ainsi rapidement conquis par l'Armée rouge, qui marque cependant le pas et échoue, dans un premier temps, à atteindre la Baltique, lors d'une vaine offensive lancée au cours du mois de février 1945. Puis, dans un second temps, après avoir tiré les leçons de cet échec, une nouvelle offensive montée et exécutée durant la dernière semaine de février 1945 aboutit à la rupture recherchée.
Le 10 mars, ce qui reste du Reichsgau sous contrôle allemand est définitivement isolé du reste de la Prusse. La zone encore sous contrôle allemand constitue une poche de 150 km de périmètre autour des villes de Dantzig et Gotenhafen et se trouve défendue à la fois par les unités encore opérationnelles dans le secteur, par l'artillerie de marine, les canons à gros calibres des vaisseaux de guerre stationnés dans la baie de Dantzig et par les hommes raflés dans les services de l'arrière, les villes, les villages et parmi les colonnes de réfugiés : cette concentration de moyens bricolés bloque les troupes soviétiques dans leur progression en direction de Dantzig en dépit de la rupture du front obtenue lors de la prise de Preussisch Stargard le 8 mars. 
Dotées d'un bon moral, réorganisées sous la houlette de Walter Weiss, puis de Dietrich von Saucken, soutenues par des unités de la marine de guerre, qui tirent des bordées à intervalles réguliers et par une puissante artillerie de marine positionnée sur la côte, les unités qui défendent les ports de Dantzig et Gotenhafen résistent efficacement jusqu'à la fin du mois de mars : le 22 mars, la poche organisée autour de ces ports est sectionnée par l'investissement de Zoppot, définitivement conquise le 25 mars. Gotenhafen, directement menacée par la conquête de Putzig le 12 mars, résiste jusqu'au 27 mars, Dantzig jusqu'à son évacuation le lendemain. 
Le jour de la capitulation du Troisième Reich, le 8 mai 1945, la totalité du territoire du Gau ne se trouve pas sous contrôle soviétique : deux enclaves subsistent, la presqu'île de Hela et le camp du Stutthof. La presqu'île de Hela est encore occupée par ce qu'il reste du Groupe d'armées Nord, constituant une force de 150 000 soldats évacués lors de la conquête de la Prusse-Orientale et accueille près de 100 000 réfugiés. Le territoire du camp du Stutthof constitue l'autre enclave non encore libérée par l'Armée rouge : totalement encerclé, le camp est évacué dans des conditions effroyables par la mer à la fin du mois d'avril ; lors de l'entrée des Soviétiques dans le camp, le 9 mai 1945, le camp compte encore une centaine de détenus, cachés depuis l'évacuation ordonnée par les gardes SS.